# Bernardino Baldi
Bernardino Baldi (n. 6 iunie 1553 – d. 10 octombrie 1617) a fost un matematician, savant și scriitor italian.
A fost un talent universal, lăsând 48 de lucrări din diferite domenii, care formează 20 de volume mari.

## Biografie
A fost prieten cu Guidobaldo del Monte și cu Torquato Tasso și l-a avut ca profesor pe Jean Antoine Turano, sub a cărui îndrumare a învățat limba greacă și latină.
Inițial se ocupase de pictură, dar fiind criticate lucrările sale, a abandonat pictura și s-a dedicat matematicii.
În 1573 începea studiile în medicină la Padova.
Epidemia apărută în Lombardia îl determină să părasească universitatea și să se întoarcă în ținutul natal.
Începe să traducă scrierile lui Herodot, publicând rezultatul în 1589 și apoi în 1601 la Veneția.
La 26 de ani devine profesor de matematică la curtea prințului  Ferrante al II-lea Gonzaga din Mantova.
La Milano se împrietenește cu Charles Barromée.
În 1586 devine starețul mănăstirii din Guastalla, unde studiază limba ebraică și chaldeeană.
La Roma a învățat și araba.
Datorită temperamentului său, intră în conflict cu autoritățile, motiv pentru care se întoarce la Urbino și este trimis ambasador la Veneția.

## Scrieri
- Paradoxes mathématiques
- Cronica de matematici (1707)

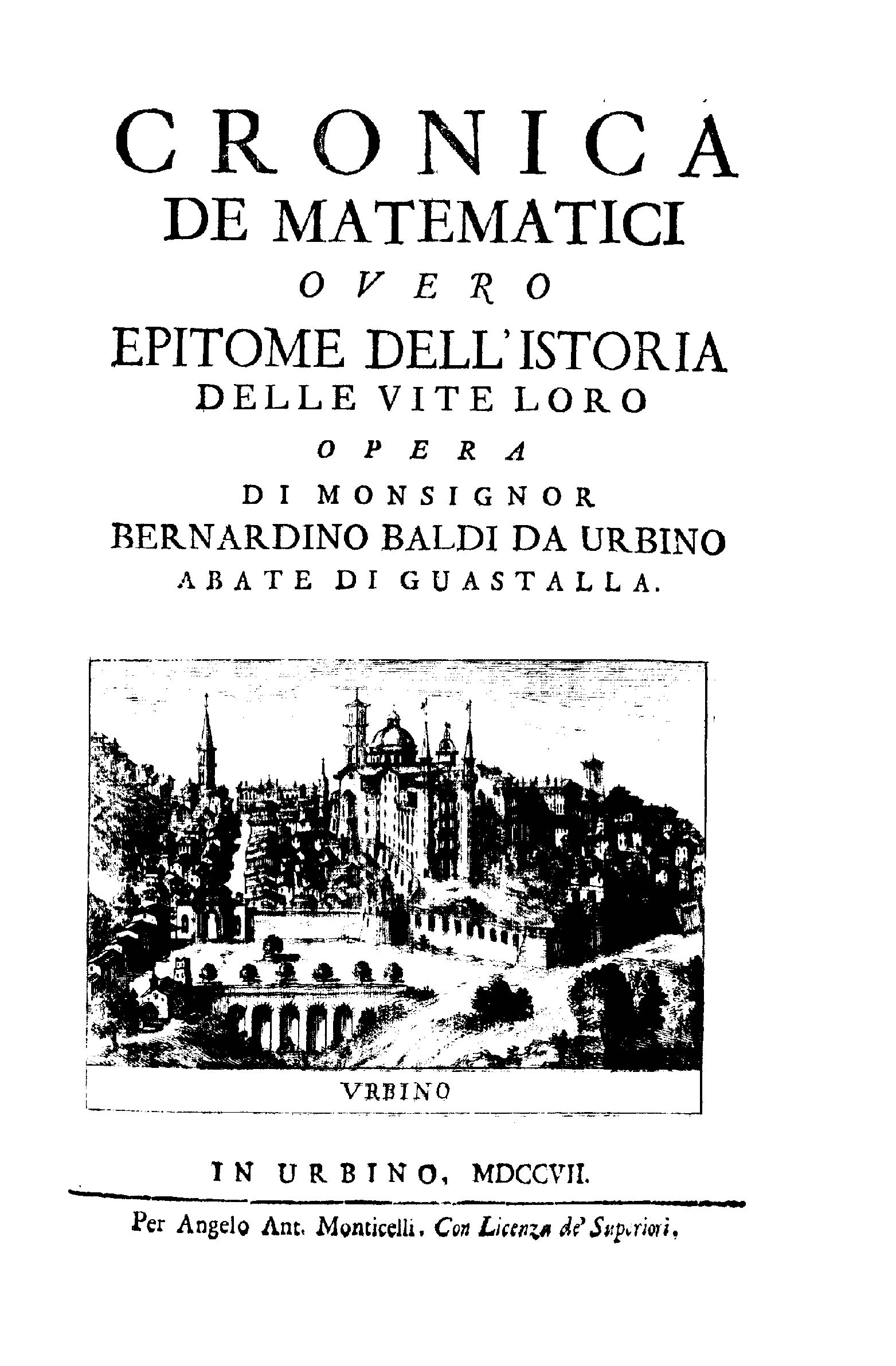
Cronica de matematici, 1707

- La vie de Commandius, de Heren et de Vitruve
- Sur la mécanique d'Aristote (1621).

A mai compus un dicționar geografic, un dicționar arab, o gramatică persană, un vocabular turc, un dicționar unguresc.
Manuscrisele sale se află în biblioteca D'Albani.
1. 1 2  Dizionario Biografico degli Italiani, accesat în 26 ianuarie 2015
2. ↑  Autoritatea BnF, accesat în 10 octombrie 2015
3. 1 2  Czech National Authority Database, accesat în 23 noiembrie 2019
4. 1 2  IeSBE / Baldi, Bernardino[*] Verificați valoarea |titlelink= (ajutor)
5. ↑  „Bernardino Baldi”, Gemeinsame Normdatei, accesat în 15 octombrie 2015
6. ↑  Bernardino Baldi, Brockhaus Enzyklopädie
7. ↑  Bernardino Baldi, Baldi, Bernardino[*]
8. ↑  Union List of Artist Names, 29 ianuarie 2018, accesat în 21 mai 2021
9. ↑  Autoritatea BnF, accesat în 10 octombrie 2015
10. ↑  CONOR.SI[*] Verificați valoarea |titlelink= (ajutor)